# 徐家祥
徐家祥，CBE，JP（英語：Paul Tsui Ka-cheung，1916年11月5日—1994年10月11日），已故香港政府官員，生前曾任勞工處處長及行政和立法兩局官守議員。

## 生平
徐家祥的父親徐仁壽乃香港華仁書院創辦人。徐家祥原籍廣東省梅州市五華縣，生於香港島西營盤，早年在新界粉嶺成長，就讀從謙學校、九龍華仁書院以及香港華仁書院。預科畢業後考入香港大學中文系。他於第二次世界大戰爆發期間曾協助賴廉士中校創立英軍服務團。1946年加入港府服務，1948年成為歷來首位華人政務官（當時稱為官學生），1950年任理民官，1958年任助理華民政務司，1959年至1961年任署理徙置事務處處長，1961年任諮詢指導處處長，1963年任助理徙置事務處處長。
1966年，徐獲升任為首席助理華民政務司。1967年香港左派為響應文化大革命在香港工委策動下發起六七暴動，徐在左派暴動期間曾經署任華民政務司，主要負責聯繫華人領袖及各界社團和社區機構，促成社會輿論支持港府平定這場左派暴亂，因而與立法局議員簡悅強、李福樹，及《明報》社長查良鏞等人一同遭到左派組織發出死亡恐嚇及被列入暗殺名單。
徐在1970至71年出任徙置事務處處長，1971至73年出任勞工處處長，在1967至1973年間出任香港立法局官守議員，又曾經成為香港行政局成員。退休後出任香港明愛秘書長、公務員敘用委員會委員和香港國殤紀念基金委員會委員等公職。徐家祥曾於1945年獲頒大英帝國員佐勳章，1968年獲大英帝國官佐勳章。

## 外部連結
- 墳場研究 Cemetery Study 在聖彌額爾天主教墳場

| 政府职务        | 政府职务                  | 政府职务        |
| --------------- | ------------------------- | --------------- |
| 前任者： 郟亮同 | 勞工處處長 1971年－1973年 | 繼任者： 彭禮士 |
| 前任者：        | 徙置事務處處長 －1971年   | 繼任者： 黎保德 |